# Ornithodiplostomum ptychocheilus
Ornithodiplostomum ptychocheilus är en plattmaskart. Ornithodiplostomum ptychocheilus ingår i släktet Ornithodiplostomum och familjen Diplostomatidae. Inga underarter finns listade i Catalogue of Life.